# Comté de Prince George (Virginie)
Pour les articles homonymes, voir Comté de Prince George.
Le comté de Prince George – en anglais : Prince George County – est l'un des 95 comtés du Commonwealth de Virginie.